# Swangard Stadium
Lo Swangard Stadium è un impianto sportivo polivalente situato a Burnaby, in Canada. Ha ospitato alcuni incontri dei mondiali di calcio Under-20 del 2007 e dei mondiali di calcio femminile Under-19 del 2002. Ospita gli incontri casalinghi del Vancouver Rise FC.

## Storia
Lo stadio sorge all'interno del Central Park di Burnaby, a brevissima distanza dal confine con la città di Vancouver. Venne inaugurato il 26 aprile 1969, e deve il suo nome a Erwin Swangard, un giornalista sportivo che con una campagna fondi aveva raccolto il milione di dollari canadesi necessario alla costruzione dell'impianto.
A partire dal 1987 ospitò regolarmente gli incontri casalinghi della locale squadra di calcio, chiamata Vancouver 86ers prima e Vancouver Whitecaps successivamente al 2001. I Whitecaps dovettero spostarsi in un impianto più grande a partire dal 2011, a causa dell'amissione alla Major League Soccer.
Lo Swangard Stadium viene regolarmente utilizzato per eventi di atletica leggera.

## Caratteristiche
Lo stadio ha un campo in erba naturale di 105x68 metri, circondato da una pista di atletica ad otto corsie. Può ospitare 4.500 spettatori nella sua unica tribuna, ma in diverse occasioni la capienza è stata aumentata grazie all'installazione di tribune provvisorie.